# Montes Auruncos
Los montes Auruncos (en italiano, Monti Aurunci) son una sierra en el Lacio meridional, centro de Italia. Forman parte de los Antiapeninos, un grupo que va desde los Apeninos hasta el mar Tirreno, donde forman el promontorio de Gaeta. Están limitados por el noroeste por los montes Ausonios, por el norte por el río Liri hacia el este por el Ausente, al sureste por el Garigliano y hacia el sur por el mar Tirreno. La línea entre los Auruncos y los Ausonios no se ha establecido claramente pero los Auruncos se consideran, convencionalmente, como los montes que quedan al este de una línea que atraviesa Fondi, Lenola, Pico, S.Giovanni y Incarico. La altitud varía,m desde colinas a los 1.533 m s. n. m. del Monte Petrella. Muchos picos incluyen el Redentore (1.252 m) y Monte Sant'Angelo (1.402 m). Incluyen un parque natural de carácter regional establecido en el año 1997, el Parque natural de los Montes Auruncos.